# Museu Coleção Berardo

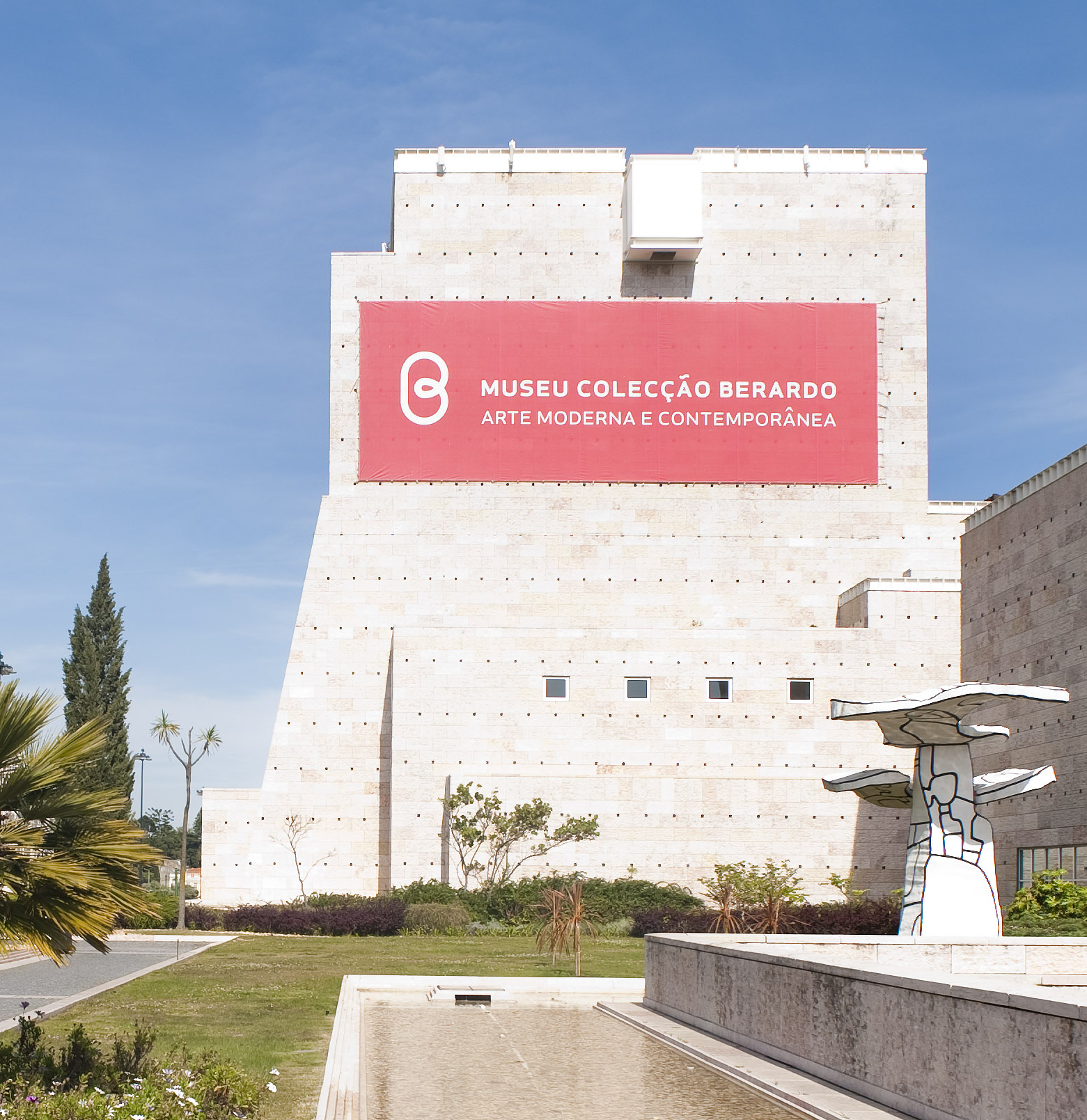
Außenansicht des Museums

Néctar von Joana Vasconcelos, am Eingang des Museums

Das Museu Coleção Berardo ist ein Museum für moderne und zeitgenössische Kunst in  Lissabon. Es wurde am 25. Juni 2007 im Centro Cultural de Belém eröffnet und beherbergt die Kunstsammlung von José Berardo.

## Beschreibung
Das Programm des Museums deckt wichtige Bewegung der Bildenden Kunst des 20. und 21. Jahrhunderts in Europa und Amerika ab, wie Surrealismus, Pop Art,  Hyperrealismus, Minimalismus und Konzeptkunst. Besonderer Schwerpunkt ist die moderne und zeitgenössische Kunst Portugals.
Neben der Dauerausstellung der etwa 1000 Werk umfassenden Sammlung Berardo finden temporäre Ausstellungen statt. Gründungsdirektor war Jean-François Chougnet, ab April 2011 war Pedro Lapa Direktor des Museums, das jetzt von Rita Lougares geleitet wird. Mit mehr als 2,6 Millionen Besuchern seit 2007 gehört es zu den 50 meistbesuchten Museen der Welt.

## Künstler (Auswahl)
(Quelle: )
| - Marcel Duchamp - René Magritte - Joan Miró - José de Guimarães - Paula Rego - Marc Chagall - Giorgio Di Chirico - Mário Cesariny - Emiliano di Cavalcanti - Amadeo de Souza-Cardoso - Josef Albers | - Pedro Cabrita Reis - Jean Dubuffet - Man Ray - Andy Warhol - Salvador Dalí - Jorge Molder - Rui Chafes - Pablo Picasso - Francis Bacon - Helena Almeida - Joana Vasconcelos | - Jorge Martins - Max Bill - Jean Arp - Yves Klein - Jackson Pollock - Jeff Koons - Willem de Kooning - Eduardo Nery - Max Ernst - Júlio Pomar - Lucio Fontana | - Diego Rivera - Francis Picabia - Yves Tanguy - Frank Stella - Julião Sarmento - Günther Uecker - Fernanda Fragateiro - Piet Mondrian - Henry Moore - Zoran Naskovski |

## Ausstellungen (Auswahl)
- 2008: Retrospektive Le Corbusier (80.000 Besucher).
- 2009: De Miró a Warhol (251.000 Besucher)
- 2012: Hélio Oiticica – museu é o mundo